# Parlamentswahlen in Singapur 1984
- WP: 1
- SDP: 1
- PAP: 77

Am 22. Dezember 1984 fanden in Singapur Parlamentswahlen statt. Das Ergebnis war ein Sieg für die Volkspartei, die 77 der 79 Sitze gewann, wobei das erste Mal seit 1963 ein Kandidat der Opposition ins Parlament gewählt wurde. Ohne die 30 unbestrittenen Wahlkreise betrug die Wahlbeteiligung 95,6 %, wobei 63,2 % der gesamten Wählerschaft ihre Stimme abgaben.

## Hintergrund
In seiner Rede zur National Day Rallye 1983 beklagte Premierminister Lee Kuan Yew, dass sinkende Geburtenraten und eine große Zahl von Absolventinnen, die Single bleiben oder nicht ihre intellektuelle Gleichberechtigung heiraten, dazu führen könnten, dass Singapurs Talentpool schrumpft. Die PAP-Regierung startete daraufhin das „Graduate Mother Scheme“, um Absolventinnen mit Anreizen zur Heirat zu locken. Diese sollen einen großen Rückgang der Unterstützung von PAP für diesen GE verursacht haben, und sein Stimmenanteil sank um mehr als 10 % auf unter 70 %, der größte Rückgang und der niedrigste für PAP seit der Parlamentswahl 1963.
Für den Sitz von Havelock, der 1983 nach dem Tod von Finanzminister Hon Sui Sen geräumt wurde, fand keine Nachwahl statt, da der Wahlkreis neu geordnet und mit dem Wahlkreis Delta verschmolzen wird.
PM Lees Sohn Lee Hsien Loong (der später der dritte (und aktuelle) Premierminister der Nation wurde) gab sein Debüt auf dem Sitz von Teck Ghee, während die PAP-Stalwarts Dr. Goh Keng Swee und Ong Pang Boon zurücktraten. Bei der einzigen Wahl unter mehreren vorangegangenen und nachfolgenden Wahlen blieb die Wahlbeteiligung unverändert. Der Generalsekretär der Workers’ Party of Singapore (WP), J. B. Jeyaretnam, behielt den Wahlkreis Anson mit einer Mehrheitserhöhung erfolgreich bei, während die Demokratische Partei Singapur mit dem Sieg von Chiam See Tong, der dem einzigen Mitgliedsstaat Potong Pasir für die nächsten 26 Jahre bis 2011 dienen würde, ihren ersten Einzug ins Parlament hielt. Ein neues System für Abgeordnete ohne Wahlkreis (NMCP) wurde eingeführt, bei dem zwischen drei und sechs Sitze, die genaue Zahl, die vom Präsidenten von Singapur festgelegt wurde, den erfolglosen Oppositionskandidaten mit den besten Ergebnissen angeboten werden, die mindestens 15 % der Stimmen erhalten, wenn eine Partei alle Sitze gewinnt, wobei ein NCMP-Sitz für jeden gewählten Abgeordneten der Opposition abgezogen wird. Die Oppositionsparteien lehnten das System der Irreführung der Wähler ab, indem sie glaubten, dass sie oppositionelle Abgeordnete haben könnten, ohne für sie zu stimmen. M.P.D. Nair von WP war der erste, der angeboten, aber abgelehnt wurde. Das Angebot wurde dann an Tan Chee Kien von Singapore United Front gerichtet, der ebenfalls abgelehnt wurde, und es wurden keine weiteren Angebote gemacht.